# Comuna Hrușîne, Horol
Hrușîne (în ucraineană Грушине) este o comună în raionul Horol, regiunea Poltava, Ucraina, formată din satele Bubereve, Hrușîne (reședința), Kulînîci și Șîroke.

## Demografie
Componența lingvistică a comunei Hrușîne
     Ucraineană (96,72%)
     Rusă (3,1%)
Conform recensământului din 2001, majoritatea populației comunei Hrușîne era vorbitoare de ucraineană (96,72%), existând în minoritate și vorbitori de rusă (3,1%).